# Бодайбинлаг
Бода́йбинлаг (Бода́йбинский исправи́тельно-трудо́вой ла́герь) — подразделение, действовавшее в системе исправительно-трудовых учреждений СССР.

## История
Бодайбинлаг был создан в 1947 году. Управление Бодайбинлаг располагалось в городе Бодайбо, Иркутская область. В оперативном командовании он подчинялся первоначально Главному управлению исправительно-трудовых лагерей и колоний (ГУЛАГ) Министерства юстиции СССР, а в дальнейшем — Управлению исправительно-трудовых лагерей и колоний Управления Министерства юстиции (впоследствии Управление Министерства внутренних дел) по Иркутской области.
Максимальное единовременное количество заключённых могло составлять более 8000 человек.
Бодайбинлаг был закрыт в 1954 году.

## Производство
Заключённые Бодайбинлага были заняты на лесозаготовках, в строительстве и на золотодобывающих предприятиях.

## Начальники лагеря
- Ю. В. Чугуев (1947-1952)
- И. П. Степанов (1952)
- М. А. Лукинский (1952)
- В. П. Родников (1953)
- С. А. Котик (1954)